# Тейнопальпус золотистый
Тейнопальпус золотистый (лат. Teinopalpus aureus) — бабочка из семейства парусников (Papilionidae).

## Описание
Выражен половой диморфизм, самки крупнее самцов и отличаются элементами окраски крыльев. Крылья самца зелёного цвета. От края заднего крыла к его середине идёт жёлтое пятно, ширина и форма которой варьирует у разных подвидов. У самки это пятно крупнее и бледно-жёлтой окраски. Задние крылья самца с длинным хвостиком. Задние крылья самки с тремя хвостиками.

## Распространение
Встречается в Китае, возможно также на территории Вьетнама, в основном в лесистых местностях. Лёт бабочек в конце марта — апреле.

## Кормовое растение гусениц
Гусеница питается растениями рода Волчеягодник

## Подвиды
- Teinopalpus aureus wuyiensis
- Teinopalpus auerus guangxiensi
- Teinopalpus aureus hainanensis
- Teinopalpus aureus eminens

## Охрана
Внесен в перечень чешуекрылых, экспорт, реэкспорт и импорт которых регулируется в соответствии с Конвенцией о международной торговле видами дикой фауны и флоры, находящимися под угрозой исчезновения (СИТЕС).